# 1. deild karla (baloncesto)
La 1. deild karla (en español 1ª división masculina), conocida también como D1, es la segunda división del baloncesto islandés, por detrás de la Úrvalsdeild karla. Está organizada por la Federación Islandesa de Baloncesto (en islandés Körfuknattleikssamband Íslands (KKÍ)). 
La temporada consiste de 18 jornadas en la liga regular y playoffs, con semifinales y final al mejor de 3 partidos. El mejor equipo de la liga regular y el ganador de los playoffs ascienden a la Úrvalsdeild karla. El último equipo clasificado de la temporada regular desciende a la 2. deild karla (en español 2ª división masculina), siendo sustituido por el campeón de esta división.

## Historia

### Creación
La 1. deild karla fue fundada en 1964 y hasta 1978 se conoció como 2. deild karla.

### Dominio del ÍS Reykjavík e ÍKF
Durante los primeros años, desde su fundación en 1964 hasta la temporada 1970-71, la 1. deild karla fue dominada por el ÍS (con 3 títulos) y ÍKF (con 2).

### Dominio del Fram Reykjavík
Desde la temporada 1974-75, el Fram Reykjavík comenzó su dominio en la liga y su serie de títulos, terminando la temporada 1985-86.

### La llegada de Danny Shouse
En 1979, Danny Shouse fichó por el Ármann Reykjavík, dejando un gran impacto en la competición.
El 1 de diciembre de 1979, Shouse anotó 100 puntos contra el Skallagrímur, estableciendo el récord de puntuación en un partido de liga islandesa en cualquiera de sus divisiones. En enero de 1980 anotó 76 puntos en una derrota en la prórroga contra Grindavík. En febrero de ese mismo año volvió a romper la barrera de los 70 puntos, anotando 72 contra el Þór Akureyri. Su destreza anotadora ayudó al Ármann a ganar la 1. deild karla y lograr el ascenso a la Úrvalsdeild karla.

### Los descensos del ÍR Reykjavík
Después de sus años dorados en los que ganaron 15 títulos de la Úrvalsdeild karla, el ÍR Reykjavík descendió a la 1. deild karla. 
En la temporada 1986-87 lograron volver a la Úrvalsdeild karla tras ganar el título de la 1. deild karla.
Este hecho se repitió la temporada 1999–2000 tras ganar su segundo título de la 1. deild karla.

### Era moderna
La temporada 2018-19, el Þór Akureyri ganó su octavo título, convirtiéndose en el equipo más laureado de la división, seguido del Breiðablik con 5, el último de ellos la temporada 2007-08.
El 13 de marzo de 2020, la temporada 2019-20 se dio por finalizada debido al brote de coronavirus. El  Höttur Egilsstaðir fue declarado ganador de la liga regular y consiguió el ascenso a la Úrvalsdeild karla. No hubo campeón.

## Equipos y localización
| Equipo       | Sede                 | Pabellón                      | Entrenador            |
| ------------ | -------------------- | ----------------------------- | --------------------- |
| Álftanes     | Reikiavik (Álftanes) | Forsetahöllin                 | Hrafn Kristjánsson    |
| Breiðablik   | Kópavogur            | Smárinn                       | Pétur Ingvarsson      |
| Hamar        | Hveragerði           | Frystikistan                  | Máté Dalmay           |
| Höttur       | Egilsstaðir          | VHE-höllin                    | Viðar Hafsteinsson    |
| Selfoss      | Selfoss              | Vallaskóli                    | Chris Caird           |
| Sindri       | Höfn                 | Íþróttahúsið Höfn             | Halldór Steingrímsson |
| Skallagrímur | Borgarnes            | Íþróttamiðstöðin í Borgarnesi | Atli Aðalsteinsson    |
| Snæfell      | Stykkishólmur        | Stykkishólmur                 | Benjamin Kil          |
| Vestri       | Ísafjörður           | Ísjakinn                      | Pétur Sigurðsson      |